# Verrucaria epilithea
Verrucaria epilithea är en lavart som beskrevs av Edvard(Edward) August Vainio. Verrucaria epilithea ingår i släktet Verrucaria, och familjen Verrucariaceae. Arten är reproducerande i Sverige.